# Giovanni Maria Scolarici
Giovanni Maria Scolarici (Piraino, ... – Piraino, 1544) è stato un presbitero italiano, di religione cattolica bizantina. È venerato come santo dalla Chiesa Ortodossa in Italia.

## Biografia
Nel 1544 venne martirizzato dai pirati barbareschi guidati da Ariadeno Barbarossa, che devastarono la costa tirrenica dell'attuale provincia di Messina. Fu ucciso insieme al figlio, Giuseppe Scolarici, insieme al quale era andato a mettere in salvo le Sacre Specie e gli oli santi custoditi nella Chiesa della Badia, dove celebravano il culto i cattolici bizantini di Piraino.
La Chiesa ortodossa in Italia venera entrambi come santi, essendo martiri della fede.